# Hyperbolos
Hyperbolos (zm. 411 p.n.e.) – przywódca ludu ateńskiego podczas wojny peloponeskiej po śmierci Kleona (422 p.n.e.). Był najprawdopodobniej ostatnią ofiarą sądu skorupkowego.
Był obiektem ataków współczesnych mu komediopisarzy. Zginął zamordowany przez oligarchów z Samos.